# لونا ۲۲
لونا ۲۲ (به انگلیسی: Luna 22) یا لونیک ۲۲ (به انگلیسی: Lunik 22) یک فضاپیمای بدون سرنشین برنامه لونا ساخت اتحاد جماهیر شوروی سوسیالیستی بود. این فضاپیما مدارگرد کره ماه بود و به دلیل مجهز بودن به دوربین عکاسی، مطالعات زیادی روی میدان مغناطیسی، گاما، تولید اشعهٔ گازهای گلخانه‌ای و ترکیب بندی سنگ‌های ماه، و میدان گرانشی و پرتوهای کیهانی انجام داد.